# Caspar Cruciger l'Ancien
Caspar Cruciger l’Ancien (parfois orthographié Kreutzer, Crutziger etc., né le 1er janvier 1504 à Leipzig ; mort le 16 novembre 1548 à Wittemberg) est un  théologien et réformateur allemand.

## Biographie
Caspar Cruciger est issu d'une famille originaire de Bohême, convertie aux traditions hussites. Son père, le marchand Georg Kreuzinger († 28 juin 1544 à Leipzig), avait obtenu le droit de bourgeoisie à Leipzig depuis 1502 et avait accédé à une certaine aisance. C'est pourquoi Caspar Cruciger put bénéficier très jeune d'une éducation humaniste sous la férule de Georg Helt de Forchheim (appelé pour cette raison Forchemius) et de Kaspar Börner. Le 19 octobre 1513 il s'inscrivit à l'Université de Leipzig où il étudia sous la direction de l'Anglais Richard Croke et de Petrus Mosellanus. Il était encore élève de Georg Helt lorsqu'il assista de visu à la Disputatio de Leipzig opposant Martin Luther à Johannes Eck.
Avec l'épidémie de peste de Leipzig Cruciger déménagea en 1521 à Wittenberg. Il y poursuivit l'étude de la théologie, s'inscrivit même aux cours d'hébreu avant de rentrer en 1522 à Leipzig. Dès l'année suivante, le 13 avril 1523, il s'inscrivit à l'université de Wittenberg. Ses études s'étendaient à présent à la philosophie naturelle : en 1524 il aménagea un jardin botanique, et la fréquentation du mathématicien et astronome Erasmus Reinhold lui fit connaître la révolution copernicienne.
En décembre 1524, Philipp Melanchthon lui demanda de donner des conférences sur Quintilien à la Faculté de philosophie ; dès 1525 il devenait recteur et aumônier de la nouvelle école évangélique de Magdebourg, la Johannisschule, qu'il fit prospérer par son zèle. Le 17 novembre 1528, Cruciger devenait professeur de théologie et pasteur de la  Schlosskirche de Wittenberg.
Il fréquenta alors la Faculté de philosophie et y donna plusieurs conférences, si bien que le 17 juin 1533 il fut promu docteur en théologie et recruté comme professeur de théologie à Wittenberg. Désormais, il poursuivit le reste de ses travaux à Wittenberg aux côtés de Luther, qu'il aida à traduire la Bible. Mais la propagation de la Réforme à Leipzig et la rencontre du réformateur de Gotha, Friedrich Myconius, à l'été 1539, le tirèrent de sa retraite studieuse. Il participa coup sur coup aux Colloque religieux d'Haguenau, de Worms et de Ratisbonne, où en tant que secrétaire il joua un rôle de premier plan dans les négociations et l'argumentation.
La guerre de Smalkalde, dont aux côtés de Philipp Melanchthon et Paul Eber il tentait de préserver l'Université de Wittenberg, consuma ses forces : car Cruciger exerçait des multiples fonctions administratives à l'université de Wittenberg ; doyen de la Faculté de philosophie pour le semestre d'hiver 1530-31, il était de nouveau doyen de la Faculté de théologie de l'été 1546 à l'hiver 1548-49 ; enfin, il fut Recteur de l’Université de Wittemberg à l'été 1533, l'hiver 1538-39, 1542-43, 1546-47 jusqu'à l'été 1548. Épuisé, il expira  le 16 novembre 1548 (vers 18 heures). Son corps fut transporté le 18 novembre 1548 à la Stadtkirche de Wittenberg pour y être inhumé.
Cruciger avait d'abord épousé une ancienne nonne, Elisabeth von Meseritz, au cours de l'été 1524. De cette union sont nés :
- une fille, qui épousa en secondes noces Johannes, le fils de Luther
- le pasteur Caspar Cruciger le Jeune.

Puis Cruciger épousa le 24 avril 1536 en secondes noces la fille de Kunz Günterode, bourgmestre de Leipzig, prénommée Apollina († 28 septembre 1557). Ils eurent une fille, Apollonia, qui épousa le 6 juin 1569 le poète Georg Mauritius.

## Œuvres
- Collabora à la traduction de la Bible en allemand
- sermons d'été
- Postface et édition des sermons de Luther
- Discours académiques
- Édition des doctrines de l'Église ancienne
- Extraits des conciles
- Correspondance avec Melanchthon

## Monuments
Les villes de Magdebourg et de Leipzig lui ont dédié une rue et une plaque commémorative lui est consacrée à Wittenberg.